# Badia de Liverpool

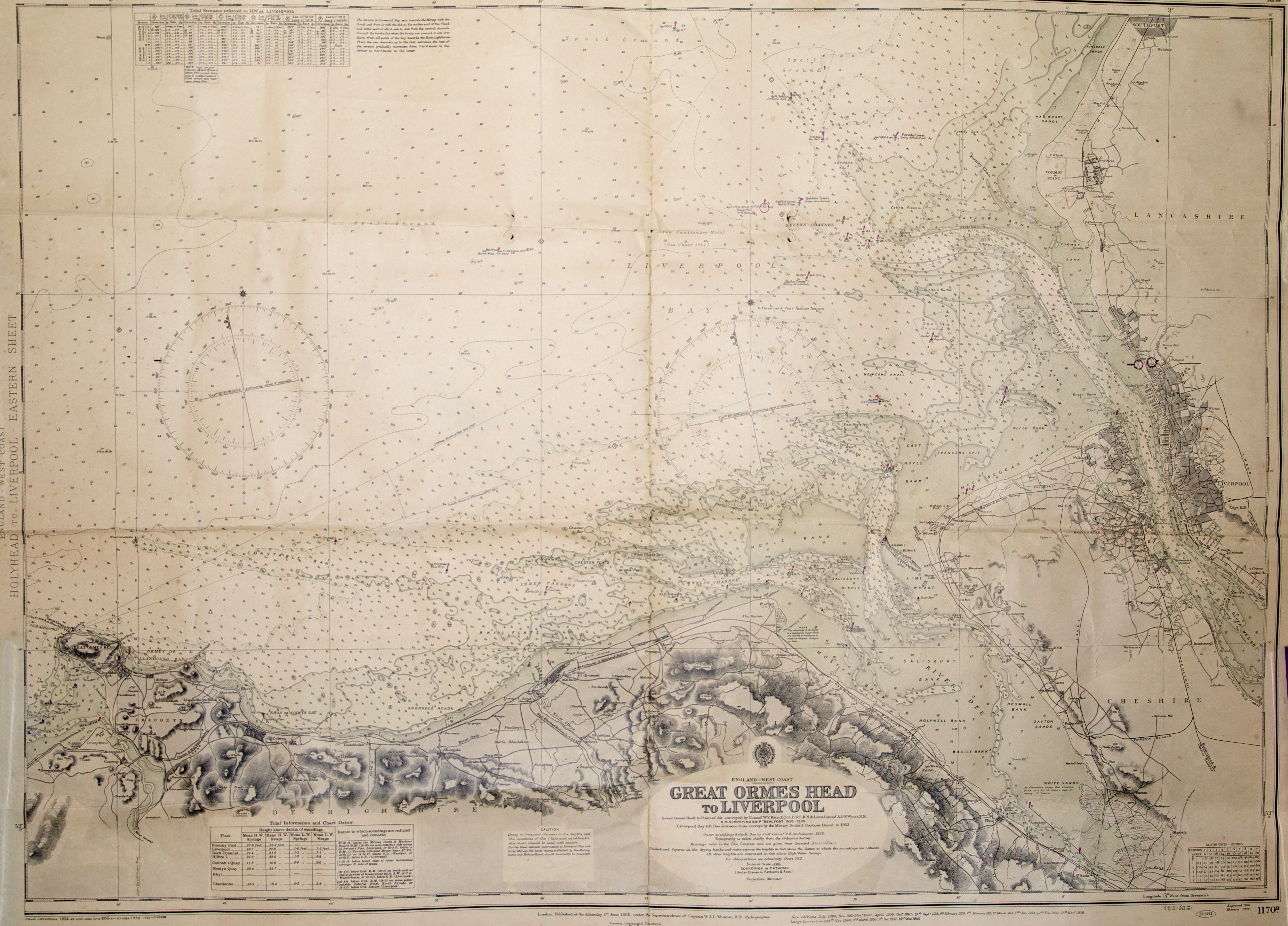
Antiga carta de navegació de la badia de Liverpool

La badia de Liverpool (en anglès: Liverpool Bay) és un golf del Mar d'Irlanda, que s'estén entre l'Anglaterra nord-occidental i el Gal·les septentrional i que agafa el nom de la ciutat de Liverpool. Es tracta d'una de les 120 àrees en què Natural England dividideix Anglaterra amb finalitats de conservació.
La badia de Liverpool s'estén entre els comtats anglesos de Merseyside, Lancashire, i Cheshire i els comtats gal·lesos de Flintshire, Conwy, Gwynedd, i Anglesey. A la badia de Liverpool hi desemboquen els rius Mersey, Dee, Alt, Clwyd i Conwy (en el tram anomenat badia de Conwy).
Hi ha aerogeneradors instal·lats que el 2017 eren els més grans del món.

## Localitats

### Anglaterra[2]
- Southport
- Crosby
- Liverpool
- Wallasey
- Hoylake

### Gal·les[2]
- Flint
- Prestatyn
- Rhyl
- Abergele
- Colwyn Bay
- Llandudno
- Conwy
- Penmaenmawr
- Llanfairfechan
- Aber
- Bangor
- Beaumaris
- Benllech